# Mechteld de Jong
Mechteld de Jong, też Mechtild de Jong (ur. 1 kwietnia 1939 w Maastricht) – holenderska polityk, w latach 1989–1994 posłanka do Tweede Kamer, od 2012 przewodnicząca Europejskiego Stowarzyszenia Byłych Parlamentarzystów Państw Członkowskich Rady Europy (FP-AP).

## Życiorys
Ukończyła studia biologiczne na uniwersytecie w Utrechcie. Karierę zawodową rozpoczęła jako nauczycielka biologii w szkole oraz wykładowca w studium pielęgniarskim. Następnie była urzędniczką władz samorządowych prowincji Holandia Południowa. W 1989 uzyskała mandat w izbie niższej holenderskiego parlamentu jako kandydatka Apelu Chrześcijańsko-Demokratycznego (CDA). Opuściła parlament w 1994. W latach 2002–2010 była członkinią Rady Miasta w Delfcie. W 2012 została wybraną na przewodniczącą FP-AP. 